# Julia (córka Augusta)
Julia (Iulia, ur. 39 p.n.e., zm. 14 n.e.) – jedyna córka cesarza Augusta i Skrybonii.

## Życiorys
Cesarz rozwiódł się ze Skrybonią w tym samym dniu, w którym urodziła Julię.
W 37 p.n.e. jako 2-letnie dziecko zaręczona z Antoniuszem Antyllusem, synem triumwira Marka Antoniusza. Małżeństwo to nie doszło do skutku po zerwaniu przymierza Augusta i Marka Antoniusza. W 35 p.n.e. obiecana królowi Getów Kotisonowi. Późniejsze małżeństwa Julii były zawsze zawierane z przyczyn politycznych, na życzenie Augusta. W 25 p.n.e. z Markiem Klaudiuszem Marcellusem zmarłym w 23 p.n.e., w 21 p.n.e. z Markiem Agrypą, w 11 p.n.e. z Tyberiuszem.
Skandaliczne prowadzenie się Julii spowodowało wyjazd Tyberiusza na Rodos w 6 p.n.e. Wśród jej kochanków byli między innymi Antoniusz Jullus, Tyberiusz Kwinktiusz Krispinus, Tyberiusz Semproniusz Grakchus, Appiusz Klaudiusz Pulcher i Korneliusz Scypion, czyli przedstawiciele najsłynniejszych rodów rzymskich. Wskazuje to na istnienie także politycznego podłoża tych związków. W 2 p.n.e. August dowiedział się o wszystkim. Sprawa została przedstawiona senatowi, August w imieniu Tyberiusza przesłał Julii papiery rozwodowe. W tym samym roku August zesłał ją na wygnanie na wyspę Pandaterię, gdzie żyła w bardzo surowych warunkach. Dobrowolnie na wygnaniu towarzyszyła jej matka Skrybonia. Później zezwolono Julii na przeniesienie się do Regium. Po wstąpieniu Tyberiusza na tron zaostrzono jej warunki pobytu, doprowadzając ją do śmierci.

## Wywód przodków
| 4. Gajusz Oktawiusz          |  |                    |  |  |          |
|                              |  | 2. Oktawian August |  |  |          |
| 5. Atia Maior                |  |                    |  |  |          |
|                              |  |                    |  |  | 1. Julia |
| 6. Lucjusz Skryboniusz Libon |  |                    |  |  |          |
|                              |  | 3. Skrybonia       |  |  |          |
| 7. Kornelia Sulla            |  |                    |  |  |          |
|                              |  |                    |  |  |          |

## Małżeństwa i dzieci
| Julia |
| \| 1. Marek Klaudiusz Marcellus (25–22 p.n.e.) \| \| 2. Marek Agrypa (21–12 p.n.e.) \| \| 3. Tyberiusz cesarz (12–2 p.n.e.) \| |
| 1. Marek Klaudiusz Marcellus (25–22 p.n.e.)                                                                                    |
| 2. Marek Agrypa (21–12 p.n.e.)                                                                                                 |
| 3. Tyberiusz cesarz (12–2 p.n.e.)                                                                                              |

| 1. Marek Klaudiusz Marcellus (25–22 p.n.e.) |
| 2. Marek Agrypa (21–12 p.n.e.)              |
| 3. Tyberiusz cesarz (12–2 p.n.e.)           |

| –2.              |
| Gajusz Cezar     |
| \| 1. Liwilla \| |
| 1. Liwilla       |

| 1. Liwilla |

| –2.                              |
| Wipsania Julia Agrypina          |
| \| 1. Lucjusz Emiliusz Paulus \| |
| 1. Lucjusz Emiliusz Paulus       |

| 1. Lucjusz Emiliusz Paulus |

| –2.                   |
| Lucjusz Juliusz Cezar |

| –2.               |
| Agrypina Starsza  |
| \| 1. Germanik \| |
| 1. Germanik       |

| 1. Germanik |

| –2.             |
| Agrypa Postumus |

| –3.                                                        |
| Neron                                                      |
| (Tiberius Claudius Nero) zmarł w niemowlęctwie w 10 p.n.e. |